# Piazen

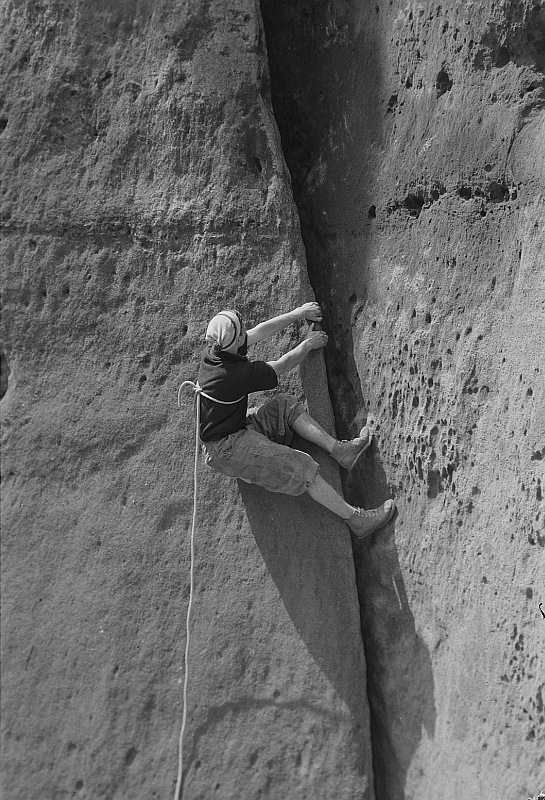
Kletterer in der Sächsischen Schweiz beim Piazen, etwa 1965

Beim Piazen (auch Hangeln oder Gegendrucktechnik genannt) handelt es sich um eine Klettertechnik, bei der durch Verlagerung des Körperschwerpunktes nach hinten und durch Zug der Hände an Seitgriffen Druck auf die Füße gebracht wird. Diese Technik ermöglicht es, auch in trittlosen oder -armen Passagen wie in Rissverschneidungen oder entlang von Felsschuppen zu klettern, indem die Reibung zwischen Schuhsohle und Fels oder Kunstwand genutzt wird. Vor allem in längeren und überhängenden Abschnitten erfordert Piazen viel Kraft.
Die Bezeichnung geht auf den italienischen Bergführer Giovanni Piaz zurück, der die Methode entwickelte. In Frankreich, Italien und gelegentlich in der Schweiz führt man sie auf den deutschen Bergsteiger Hans Dülfer zurück, deshalb spricht man auf Französisch von la méthode Dülfer oder von Dülfern, wobei sie vom ebenfalls nach Dülfer benannten Dülfersitz zum Abseilen zu unterscheiden ist.
Siehe auch: Klettertechnik